# Balandra (Trinidad y Tobago)
Balandra es una localidad de Trinidad y Tobago, que forma parte de la región de Sangre Grande.

## Geografía
La localidad abarca parte de la isla Trinidad y limita al norte con Monte Video, al sur con Salybia Village y el océano Atlántico, al este con Rampanalgas y el océano Atlántico y al oeste con Salybia Village.

## Demografía
Datos demográficos de la localidad de Balandra:
| Gráfica de evolución demográfica de Balandra entre 2000 y 2011 |
|                                                                |